# Nelson Parraguez
Nelson Rodrigo Parraguez Riveros (født 5. april 1971 i Santiago, Chile) er en tidligere chilensk fodboldspiller (midtbane).
Parraguez tilbragte størstedelen af sin karriere i hjembyen Santiago hos Universidad Católica. Her var han med til at vinde to chilenske mesterskaber.
Udover tiden hos Universidad Católica var Parraguez også udlandsprofessionel i både Mexico og Argentina.
Parraguez spillede desuden 52 kampe for det chilenske landshold. Han repræsenterede sit land ved VM i 1998 i Frankrig. Her spillede han tre af sit holds fire kampe i turneringen, hvor chilenerne blev slået ud i 1/8-finalen. Han var også med til at vinde bronze ved Copa América i 1991.